# Slipstream (Jethro Tull)
Slipstream (1981) è il primo video del gruppo rock inglese Jethro Tull, registrato durante il tour del disco del 1980 A.

## Formazione
- Ian Anderson (flauto, voce)
- Martin Barre (chitarra elettrica)
- Mark Craney (batteria, basso in "Skating Away")
- Dave Pegg (basso, bouzouki in "Skating Away")
- Eddie Jobson (tastiere, violino elettrico, chitarra elettrica in "Skating Away")

## Tracce
- Introduction  - 3:27
- "Black Sunday" - 6:23
- "Dun Ringill" - 2:37
- "Fylingdale Flyer" - 4:03
- "Songs From the Wood" - 3:35
- "Heavy Horses" - 7:25
- "Sweet Dream" - 4:04
- "Too Old to Rock 'n' Roll" - 5:37
- "Skating Away" - 3:36
- "Aqualung" - 8:57
- "Locomotive Breath" - 6:25
- Credits - 1:05

## Video Musicali
- "Dun Ringill"
- "Sweet Dream"
- "Too Old To Rock 'n' Roll"
- "Fylingdale Flyer"